# Pseudancistrus niger
Pseudancistrus niger är en fiskart som först beskrevs av Norman 1926.  Pseudancistrus niger ingår i släktet Pseudancistrus och familjen Loricariidae. Inga underarter finns listade i Catalogue of Life.